# Девон (острво)
Девон (енгл. Devon Island) је канадско арктичко острво, део канадског арктичког архипелага. Има површину од 55 247 km² што га чини шестим канадским острвом и двадесет седмим на свету по величини. 
Девон нема становништва, тако да је највеће ненасељено острво на свету. По територијалној подели Канаде припада савезној територији Нунавут. 

## Откриће
Открио га је британски истраживач Вилијам Бафин 1616. Едвард Пари му је дао име по енглеској грофовији Девон.

## Географија
Налази се између острва Бафинова земља и Елзмир. Од Бафинове земље на југу га одваја пролаз Ланкастер, а на северу га од Елзмира одваја Џонсов пролаз. Источно од Девона се налази Бафиново море, на западу се налазе мореузи Пени, Квинс и Велингтон и острва Батерст и Корнвајлс. Крајњи северозапад чини полуострво Гринел. 
Девон је значајан и као место на коме се налази кратер Хаутон за кога се верује да је настао пре отприлике 23 милиона година након што је тада шумовити крај ударио метеорит пречника 2 km. Удар је у западном крају острва оставио кратер пречника од двадесетак километара.

## Флора и фауна
Због свог брдовитог крајолика и положаја на крајњем северу острво је практично лишено живота осим оскудне популације мошусних говеда и малих птица. На острву преживљавају и заједнице фотосинтетичних организама који живе испод камења. Темпетратура расте током кратке летње сезоне, која траје 40 до 55 дана, и ретко прелази 10 °C док се током зиме спусти и до -50 °C. Острво такође има врло мало падавина и карактерише га поларни пустињски изглед. 

## Насеља
На јужној обали Девона некада је постојало насеље Дундас Харбор, које је основала влада 1924. како би својим присуством спречио странце да се укључују у китолов и остале активности, а 1933. је продат компанији хадсоновог залива. Пад цена крзна и потреба да се смање трошкови помоћи резултовали су 1934. довођењем 53 инуитске породице са острва Бафинова земља на Девон, али то се убрзо показало промашајем и инуити су због много хладније зиме 1936. одлучили да напусте острво. Дундас Харбор је поново насељен у касним четрдесетим годинама двадесетог века како би се одржала присутност патроле, али је напуштен већ 1951. због тешкоћа које је проузроковао лед. Рушевине неколико грађевина још увек постоје на месту где се некада налазио Дундас Харбор.
У лето 2000. на острву је у близини кратера Хаутон изграђена истраживачка станица, а годину дана касније шест одвојених екипа од по пет до седам чланова је заузело своја места и почело са радом. Ова станица је замишљена као симулатор живота и рада на Марсу и сав рад ван станице се обављао у свемирским оделима, а острво Девон је изабрано због сличности изгледа његове површине са Марсовом. У 2004. почео је са радом још један истраживачки програм који се бави геолошким, хидролошким, ботаничким и микробиолошким изучавањем Девона.